# Роберт Дюррігль
Роберт Дюррігль (нім. Robert Dürrigl; 26 травня 1891, Коломия — 15 вересня 1973, Відень) — австро-угорський офіцер-підводник, лейтенант лінкора.

## Біографія
1 липня 1909 року вступив на флот. Учасник Першої світової війни. З 26 липня по 24 листопада 1917 року — командир підводного човна U-10, з 24 березня по 28 серпня 1918 року — U-21, з 29 веренся по 1 листопада 1918 року — U-29.

## Звання
- Морський кадет (1 липня 1909)
- Морський фенріх (1 липня 1911)
- Лейтенант фрегата (1 травня 1912)
- Лейтенант лінкора (1 травня 1916)

## Нагороди
- Срібна медаль «За військові заслуги» (Австро-Угорщина) із застібкою
- Пам'ятна військова медаль (Австрія) з мечами
- Почесний хрест ветерана війни з мечами